# Lokovec
Lokovec (in italiano in passato Locavizza di Canale o Locovizza) è un centro abitato della Slovenia, frazione del comune di Nova Gorica. È sede di una delle 19 comunità locali in cui è suddiviso il comune.

## Storia
In epoca asburgica il centro abitato fu comune autonomo e appartenne alla Contea di Gorizia e Gradisca prima e al Litorale austriaco poi; era noto con i toponimi di Lokovec e di Loccovitz.
Dopo la prima guerra mondiale passò, come tutta la Venezia Giulia, al Regno d'Italia; il toponimo venne italianizzato dapprima in Locovizza e poi in Locavizza di Canale, mentre il poeta Giuseppe Ungaretti vi si riferisce, nella poesia "Commiato", con il nome di Locvizza: egli infatti vi si trovava durante la guerra, come soldato semplice.
Il comune venne inserito nel circondario di Gorizia della provincia del Friuli. Il comune comprendeva oltre al capoluogo anche i centri abitati di Mesto (Novo Mesto), Valentini e Resie (Rezje). Nel 1927 passò alla nuova provincia di Gorizia, nel 1928 fu annesso a Chiapovano.
Dopo la seconda guerra mondiale il territorio passò alla Jugoslavia; attualmente Lokovec è frazione del comune di Nova Gorica.